# Оберт, Александр
Александр Оберт (11 [22] мая 1730, Austin Friars — 19 октября 1805) — английский астроном-любитель и бизнесмен.

## Биография
Родился 11 мая 1730 года в Остин Фрайерс, Лондон. Появление Великой кометы 1744 года пробудило в юном школьнике глубокий интерес к астрономии, хотя он активно готовился к коммерческой карьере, проходя обучение в торговых домах Женевы, Ливорно и Генуи, посетив Рим во время юбилейного года (1750).
Вернувшись в Лондон в 1751 году, Оберт вскоре стал партнёром своего отца. В 1753 году он занял должность директора, а позднее губернатора Лондонской страховой компании. В 1772 году был избран членом Лондонского королевского общества, а в 1784 году — Лондонского общества антикваров.
В 1793 году Оберт получил диплом члена Санкт-Петербургской академии наук. Среди его важнейших достижений было наблюдение прохождения Венеры по диску Солнца 3 июня 1769 года в Остин Фрайерс и прохождение Меркурия 4 мая 1786 года в собственной обсерватории на Лампит-Хилл близ Дептфорда, оснащенной первоклассными инструментами, изготовленными известными мастерами Шортом, Бердом, Рамсденом и Долландом. За исключением обсерватории графа Брюля, эта была единственная хорошо оборудованная частная обсерватория такого уровня в Англии в то время.
В 1788 году Оберт приобрел Хайбери Хаус в Излингтоне за сумму в 6 тысяч гиней и построил на участке новую обсерваторию по собственным усовершенствованным планам совместно со своим другом Джоном Смитоном, знаменитым инженером.
Благодаря своему техническому опыту Оберт возглавил совет попечителей проекта завершения строительства порта Рэмсгейт, значительно способствуя успеху планов Смитона. В 1792 году он возглавил организацию борьбы против мятежников, а в 1797 году организовал добровольческий корпус Loyal Islington Volunteers, став его подполковником.
Находясь в гостях у мистера Джона Лайонда в Уигфэйр, Сент-Асаф, Оберт внезапно скончался от апоплексического удара 19 октября 1805 года в возрасте 75 лет. Будучи высоко уважаемым человеком как в научной среде, так и в деловом мире благодаря своей приветливости и гостеприимству, он пользовался широкой популярностью. После смерти его ценная библиотека книг по астрономии и научные инструменты были распроданы.

## Работы
- A New Method of finding Time by Equal Altitudes
- An Account of the Meteors of 18 Aug and 4 Oct 1783.